# 臨終婚
臨終婚（りんじゅうこん）とは、夫婦となる者の一方又は双方が病気等で亡くなる直前にする結婚のこと。

## 概要
臨終婚は相当期間の共同生活が想定されていないため、臨終婚をする夫婦には婚姻意思について問題視されるが、婚姻の意義は共同生活だけではないので、その一事だけで成立を否定されるべきではないという見解が一般的である。
判例としては以下がある。
- 内縁関係にあった男女の一方に死期が迫ったことを受けて婚姻届がされたが、意識不明に陥っている間に受理された婚姻届については有効（最高裁判所昭和44年4月3日判決）[1]。
- 交際している男女で婚約はしていたが同棲はしておらず、結婚式も挙げていなかった男女の一方に死期が迫ったことを受けて婚姻届がされたが、意識不明に陥っている間に受理された婚姻届については有効（最高裁判所昭和45年4月21日判決）[2]。

## 臨終婚の例
- 青江三奈
- 宇津井健